# Rupertusglocke
Die Rupertusglocke ist mit 8,2 Tonnen Masse die zweitgrößte Glocke des Domgeläutes des Salzburger Doms und die sechstgrößte in ganz Österreich. Sie wurde wie die große Salvator-Glocke 1961 gegossen.

## Daten
- Schlagton: ges0
- Durchmesser: 2,33 m
- Masse: 8.273 kg
- Gussjahr: 1961
- Gießer: Franz Oberascher
- Gussort: Salzburg-Kasern
- Weihespender: Franz Simmerstätter (Dompropst und Prälat)
- Weihedatum: 24. September 1961[2]

## Inschrift
HEILIGER RUPERTUS, SCHUTZPATRON UNSERER ERZDIÖZESE, ERHALTE UNS DEN GLAUBEN!

## Allgemeines
Die von der Salzburger Sparkasse gestiftete Glocke hängt mittig in der Glockenstube des Südturmes des Salzburger Doms. Wegen ihrer großen Masse wird die Rupertusglocke
beidseitig mit zwei Motoren angetrieben. Sie läutet jeden Freitag um 15:00 Uhr, der Todesstunde Jesu Christi, und an kirchlichen Feiertagen. Zudem schlägt die Rupertusglocke den vollen Stundenschlag der Domturmuhr.